# A Judgement in Stone (film)
A Judgment in Stone, även kallad  The Housekeeper, är en brittisk-kanadensisk film från 1986.

## Handling
En psykotisk engelsk kvinna mördar sin sadistiske far och flyttar till Amerika. Där tar hon arbete som hembiträde i hos en rik familj.

## Rollista
- Rita Tushingham som Eunice Parchman
- Ross Petty som George Coverdale
- Shelley Peterson som Jackie Coverdale
- Jonathan Crombie som Bobby Coverdale
- Jessica Steen som Melinda Coverdale
- Jackie Burroughs  som Joan Smith
- Tom Kneebone  som Norman Smith
- Peter MacNeill  som William
- Donald Ewer  som Mr. Parchman
- Joyce Gordon  som Faster
- Aisha Bicknell som Unge Eunice (som Aisha Tushingham)
- Gary Krawford som Larry
- Wanda Cannon som Bernice
- Layne Coleman som pastor
- Betty Harris som lärare

### Fotnoter
1. ↑  ”A Judgement in Stone” (på engelska). Internet Movie Database. 11 mars 1986. http://www.imdb.com/title/tt0091305/plotsummary. Läst 13 mars 2012.